# The Fable of Prince Fortunatus, Who Moved Away from Easy Street, and Silas, the Saver, Who Moved In
The Fable of Prince Fortunatus, Who Moved Away from Easy Street, and Silas, the Saver, Who Moved In è un cortometraggio muto del 1917 diretto da Fred E. Wright.
Il soggetto è tratto da una storia dello scrittore George Ade; la sceneggiatura è firmata da H. Tipton Steck.

## Produzione
Il film fu prodotto dalla Essanay Film Manufacturing Company.

## Distribuzione
Distribuito dalla Essanay Film Manufacturing Company, il film - un cortometraggio di una bobina - uscì nelle sale cinematografiche statunitensi il 13 ottobre 1917.